# BC Donetsk
El BC Donetsk es un equipo de baloncesto ucraniano con sede en la ciudad de Donetsk, que compite en la Superliga de Baloncesto de Ucrania, la primera división del baloncesto ucraniano. Disputa sus partidos en el Sport Center Druzhba, con capacidad para 4.700 espectadores.

## Posiciones en liga
- 2002 (15-2)
- 2003 (3-1 League)
- 2007 (7-1 League)
- 2008 (1-Higher League)
- 2009 (3-Superleague)
- 2011 (1)
- 2012 (1)
- 2013 (6)

### Plantilla 2014-2015
| N.º | Nombre              | Nacionalidad              | Puesto        |
| --- | ------------------- | ------------------------- | ------------- |
| 6   | Marco Killingsworth | Bandera de Estados Unidos | Pívot         |
| 7   | Pavlo Burenko       | Bandera de Ucrania        | Base          |
| 9   | Maks Adam Konate    | Bandera de Ucrania        | Alero         |
| 11  | Oleksandr Lypovyy   | Bandera de Ucrania        | Escolta       |
| 12  | Makxym Korniyenko   | Bandera de Ucrania        | Pívot         |
| 21  | Oleksandr Antypov   | Bandera de Ucrania        | Ala-Pívot     |
| 22  | Darrel Mitchell     | Bandera de Estados Unidos | Escolta       |
| 23  | Igor Boyarkin       | Bandera de Ucrania        | Base          |
| 32  | Bernard King        | Bandera de Estados Unidos | Escolta       |
| 33  | Denis Ikovlev       | Bandera de Ucrania        | Alero         |
|     | Giorgi Tsintsadze   | Bandera de Georgia        |               |
|     | Ben McCauley        | Bandera de Estados Unidos | Escolta-Alero |

## Palmarés
- Campeón Liga Regular Superliga de Baloncesto de Ucrania (2011), (2012)
- Finalista Superliga de Baloncesto de Ucrania (2009), (2011)
- Campeón Higher League (2008)
- Campeón 1 League (2007)
- Campeón Superliga de Baloncesto de Ucrania (2012)
- Cuartos de final Eurocup (2012)